# ديلرينا
ديلرينا هي شركة برمجيات كندية تم تأسيسها من قبل أربعة أفراد هم: دينيس بيني كرئيس تنفيذي ورئيس مجلس الإدارة، ومارك سكابينكر كرئيساً للشركة، وبيرت أماتو كنائب الرئيس التنفيذي والمسئول الفني، ولو ريان كنائب الرئيس التنفيذي للمبيعات في جميع أنحاء العالم. لقد تأسست الشركة خلال عام 1988 في تورنتو عاصمة أونتاريو ومن ثم حصلت عليها شركة البرمجيات الأمريكية سيمانتك في عام 1955 . بدأوا المؤسسين الأربعة مشروع ديلرينا سوياً وأنهوه سوياً بعد ست سنوات. لقد كانت ديلرينا ثاني أكبر مشروع لدينيس بيني بعد أن بدأ المشاركة في تأسيس بعثة الالكترونيات ولا تزال الشركة حتي اليوم رائدة على قمة شركات المعدات المنزلية.
إستراتيجية الأعمال لشركة ديلرينا هي القيادة التقنية وقيادة السوق في الأسواق المتخصصة، ولقد أنجزت هذه الاستراتيجية في الشكل الإلكتروني وأجهزة الكمبيوتر المُستندة إلي برنامج الفاكس. يحتوي الشكل الإلكتروني لمنتجات شركة ديلرينا علي أداء وشكل تدفق ولكنها كانت مشهورة بباقة برمجياتها «وينفكس». تتيح «وينفكس» أجهزة كمبيوتر مجهزة بفاكس مودم. تستخدم لنقل الفاكسات إلى أجهزة الفاكس المستقلة أو أجهزة الكمبيوتر المستقلة. أنتجت ديلرينا أيضاً مجموعة من شاشات التوقف الشعبية ومن بينهم الواحدة التي ادت إلى الدعوي القضائية التي حظيت على تغطية إعلامية لحقوق التأليف والنشر والتعدى على العلامات التجارية (بيركيلي نظم المؤتمر الوطني ضد ديلرينا). صورت هذه الحالة سابقة قضائية في القانون الأمريكي على الرغم من أن منتجات البرمجيات التجارية الساخرة لم تتعرض إلي الإعفاء مثل هذه التعديلات الأولية كانتخاب كرتوني أو أدبي.
باعت أيضاً شركة ديلرينا برامج الاتصالات عبر الإنترنت مع برنامج (وينكوم wincomm) الخاص بها وأنتجت الشركة أيضاً مستعرض ويب يسمي (سيبرجاك cyberjack).لقد تم بيع الشركة لسيمانتك في عام 1995 . بعدما تملكت سيمانتك شركة ديلرينا تم بيع عدد من أقسام الشركة وذهب عدد من المديرين النفيذين السابقين لإيجاد شركات رأس مال إستثماري.

## تاريخ الشركة
أسس الزممبابوي بيرت اماتو، والأفريقي مارك سكابنكر، والأمريكي لو ريان، ودينيس بيني شركة ديلرينا في تورونتو عام 1988. تعتبر ديلرينا ثاني أكبر مشروع لدينيس بيني بعد تأسيس الإلكترونيات الهامة. خطة ديلرينا المالية هي «إنشاء القيادة التقنية في الاسواق المتخصصة», ولقد اصطحبت ذلك في شكل إلكتروني وبرامج الكمبيوتر المستندة إلي الفاكس. قبل تأسيس الشركة بعام، ترك اماتو وسكابنكر وظائفهم وبدأوا العمل علي منتجات ذات شكل إلكتروني، والتي تم تنفيذها في النهاية. تقابل الاثنين لاحقاً مع بيني وقد كان في هذا الوقت المدير التنفيذى لكارولينا النظم الدولية وهي شركة تصنع برمجيات تجارية لهوليت-باكارد. قام بيني بمساعدة بذور الاستثمار الأولي لشركة ديلرينا بقيمة واحد ونصف مليون دولار لتمويل شركة مبتدئة ولتنمية هذه الفكرة، وفي المقابل حصلت كارولينا علي واحد وخمسين بالمائة من أسهم ديلرينا.
يقع أول مقر لشركة ديلرينا في مكتب صغير في شارع مونت بليزانت بتورونتو، وأقيم مكتب المبيعات الخاص بالشركة قي سانت جوزيف بولاية كاليفورنيا، وهذا الذي أصبح لاحقاً مركز مبيعات عالمي للشركة بفضل لو ريان. بدايةً من مقر تورونتو امتدت سلسلة افرع للشركة في كيركلاند، واشنطن، وواشنطن العاصمة، وكسينغتون بولاية ماساتشوستس. لاحقاً تم تأسيس أفرع أخري في المملكة المتحدة، وفرنسا، وألمانيا.